# 明智川
明智川（あけちがわ）は、岐阜県恵那市明智町を流れる矢作川支流の一級河川。

## 地理
恵那山-猿投山断層帯にある大峰山および愛宕山を源流とする。源流から西へ流れて野志川と合流し、明智市街地を明知鉄道明知線に沿って南へ流れ、吉田川などと合流する。その後愛知県道・岐阜県道11号豊田明智線に沿って渓谷を形成しながら三河高原を通り、高波川、大平川を合わせ愛知県境付近で矢作川と合流する。